# Спасское (Семилукский район)
Спасское — деревня в Семилукском районе Воронежской области России. Входит в состав Землянского сельского поселения.

## География
Деревня находится в северо-западной части Воронежской области, в лесостепной зоне, на берегах реки Сухая Верейка, на расстоянии примерно 41 километра (по прямой) к северо-северо-западу (NNW) от города Семилуки, административного центра района. Абсолютная высота — 163 метра над уровнем моря.
Часовой пояс
Деревня Спасское, как и вся Воронежская область, находится в часовой зоне МСК (московское время). Смещение применяемого времени относительно UTC составляет +3:00.

## Население
| 2010 |
| ---- |
| 20   |

Гендерный состав
По данным Всероссийской переписи населения 2010 года в гендерной структуре населения мужчины составляли 50 %, женщины — соответственно также 50 %.
Национальный состав
Согласно результатам переписи 2002 года, в национальной структуре населения русские составляли 100 %.

## Улицы
Уличная сеть деревни состоит из трёх улиц.